# 金田一耕助VS明智小五郎
『金田一耕助VS明智小五郎』（きんだいちこうすけたいあけちこごろう）は、芦辺拓による日本の推理小説の短編集。
2000年に刊行された『真説ルパン対ホームズ』に続き、東西の名探偵のパスティーシュもの「名探偵博覧会」の第2弾として2002年に『明智小五郎対金田一耕助』のタイトルで刊行された。2013年3月に現在のタイトルで二次文庫化された際に、過去の著者の短編集から収録作品の編成が変更されたほか、書き下ろし「金田一耕助対明智小五郎」が追加収録された。
2013年9月にフジテレビ系列でテレビドラマ化。2014年9月、ドラマ第2作が放映された。

## 収録作品（初出）
- 『明智小五郎対金田一耕助』（原書房版・創元推理文庫版）
  - 明智小五郎対金田一耕助（書き下ろし）
  - フレンチ警部と雷鳴の城（『ミステリマガジン』〈早川書房〉2001年4月号）
  - ブラウン神父の日本趣味（ジャポニスム）（原書房『贋作館事件』）
  - そしてオリエント急行から誰もいなくなった（『ミステリマガジン』2002年1月号）
  - Qの悲劇 または二人の黒覆面の冒険[3]（『ミステリマガジン』2002年5月号）
  - 探偵映画の夜（『ミステリマガジン』2001年11月号）
  - 少年は怪人を夢見る（PHP文庫『変化 妖かしの宴2』）
- 『金田一耕助VS明智小五郎』（角川文庫版）
  - 明智小五郎対金田一耕助（原書房『明智小五郎対金田一耕助』）
  - 《ホテル・ミカド》の殺人（東京創元社『創元推理』9号）
  - 少年は怪人を夢見る（PHP文庫『変化 妖かしの宴2』）
  - 黄昏の怪人たち（原書房『贋作館事件』）
  - 天幕と銀幕の見える場所（廣済堂文庫『世紀末サーカス』）
  - 屋根裏の乱歩者（『幻想文学』42号）
  - 金田一耕助対明智小五郎（書き下ろし）
- 『金田一耕助VS明智小五郎 ふたたび』（角川文庫版）
  - 明智小五郎対金田一耕助ふたたび
  - 金田一耕助 meets ミスター・モト[4]
  - 探偵、魔都に集う
  - 物語を継ぐもの
  - 瞳の中の女異聞

## 書誌情報
- 『明智小五郎対金田一耕助』 2002年11月22日、原書房〈ミステリー・リーグ〉、ISBN 4-562-03571-4[5]
- 『明智小五郎対金田一耕助』 2007年1月30日、東京創元社〈創元推理文庫〉、ISBN 978-4-488-45603-0[6]
- 『金田一耕助VS明智小五郎』 2013年3月23日、角川書店〈角川文庫〉、ISBN 978-4-04-100820-1[1]
- 『金田一耕助VS明智小五郎 ふたたび』 2014年9月25日、角川書店〈角川文庫〉、ISBN 978-4-04-102065-4

## テレビドラマ
フジテレビ系列で、2013年と2014年に1本ずつ放送された。『金田一耕助シリーズ』と『明智小五郎シリーズ』とのクロスオーバー作品。

### 2作品共通キャスト
主人公およびその関係者は、2作品で共通している。これらのキャラクターは、原典となる『金田一耕助シリーズ』および『明智小五郎シリーズ』に、同名キャラクターやモデルとなったキャラクターが存在している。
主人公
- 金田一 耕助 - 山下智久
- 明智 小五郎 - 伊藤英明

金田一・明智の関係者
- 正木 玉緒 - 鈴木梨央
- 小林 芳雄  - 羽生田挙武（ジャニーズJr.）
- 明智 文代 - 吉田羊

### 『金田一耕助VS明智小五郎』
『金田一耕助VS明智小五郎』は2013年9月23日の21:00 - 23:08にフジテレビ系列で放送。山下智久と伊藤英明のダブル主演。
『明智小五郎対金田一耕助』（原書房版・創元推理文庫版）に収録された芦辺拓の『明智小五郎対金田一耕助』を原作とした作品。

#### あらすじ
昭和12年、駆け出しの探偵金田一耕助のもとに依頼が舞い込む。依頼者は、大阪にある本家鴇屋蛟龍堂の善池初恵という女性だった。尾行する犯人を捜してほしいと依頼される。そこでは、薬問屋の本家鴇屋蛟龍堂と元祖鴇屋蛟龍堂が長年いがみあっていた。
同時期、新聞で金田一に興味を持った明智小五郎が身分を隠し、金田一のもとへと向かっていた。

#### キャスト
- 主人公およびその周辺人物は#共通キャスト参照。

本家鴇屋蛟龍堂
- 善池 初恵 - 武井咲
- 善池 喜一郎 - 遠藤要
- 善池 芙佐子 - 朝加真由美
- 音吉 - 柄本時生

元祖鴇屋蛟龍堂
- 丸部 長彦 - 忍成修吾
- 丸部 トモ - 草村礼子
- 福助 - マギー
- 鴇屋 万右衛門 - 勝部演之
- 琢磨 満 - 宮崎吐夢

船場警察署
- 浅原 圭武 - 益岡徹
- 室岡 啓次 - 中村靖日

その他
- 濱田マリ
- 及川いぞう
- 西慶子
- 井上智之
- 舩阪裕貴
- 西本竜樹
- 木村啓介
- 井上麻美、
- 福田ゆみ
- 雑賀克郎
- 堤隆博

#### スタッフ
- 原作 - 芦辺拓『金田一耕助VS明智小五郎』（角川文庫 / 東京創元社）
- 脚本 - 池上純哉
- 音楽 - 井筒昭雄
- 演出 - 澤田鎌作
- 演出補 - 桜井智弘
- 記録 - 戸国　　歩
- VFX - 道木伸隆（ピクチャーエレメント）、クロフネプロダクト
- 技斗 - 深作覚
- 操演 - 宇田川幸夫（スプリーム・エフェクト）
- 特殊メイク - 江川悦子
- 撮影協力 - ワープステーション江戸、水郷佐原観光協会、いばらきフィルムコミッション、千葉県フィルムコミッション
- 技術協力 - バスク、ジェニック
- 照明協力 - 光影舎
- 音響効果 - スポット
- 映像協力 - 共同テレビ
- 原作協力 - 原書房
- キャラクター協力 - 平井隆太郎、横溝亮一
- プロデュース - 牧野正、後藤博幸
- ラインプロデューサー - 椿宜和、千綿英久（角川大映スタジオ）
- プロデュース補 - 三田村早苗、佐藤雅彦
- 制作協力 - 角川大映スタジオ
- 制作著作 - フジテレビ

### 『金田一耕助VS明智小五郎ふたたび』
『金田一耕助VS明智小五郎ふたたび』は2014年9月29日の21:00 - 23:09にフジテレビ系列で放送。主演キャストは前作から継続。
『金田一耕助VS明智小五郎ふたたび』（角川文庫）収録の『明智小五郎対金田一耕助ふたたび』を原作とした作品。

#### あらすじ（ふたたび）
探偵金田一耕助のもとに依頼が舞い込む。依頼者は、柳條清久男爵を父に持つ柳條星子という女性だった。毒盛られた父の殺害未遂事件の謎を解いてほしいと依頼される。しかし、長野県の屋敷に向かう途中、柳條数馬の死体が発見される。
金田一たちが屋敷にたどり着いた頃、明智小五郎も屋敷へやってくる。柳條家の金の如来像を狙うという怪人二十面相からの予告状が届いていた。

#### キャスト（ふたたび）
- 主人公およびその周辺人物は#共通キャスト参照。

柳條男爵家
- 柳條 星子 - 剛力彩芽
- 柳條 清久 - 津嘉山正種
- 柳條 志麻子 - 星由里子
- 柳條 花陽 - 横山めぐみ
- 星野 雪夜 - 山口紗弥加
- 星野 夏彦 - 平岳大
- 柳條 数馬 - 今奈良孝行
- 阿野田 駿吉 - 中嶋しゅう
- 阿野田 一平 - 岡山天音
- 折口 庸子 - 市毛良枝

尚徳村村人・男爵家関係者
- 菱川 卓造 - 阿部力
- 橘 久夫 - 団時朗
- 大河原 - 平賀雅臣
- 町山 - 武野功雄
- 西田 - 諏訪太朗

長野県警察・山下警察署
- 日比野 豊次 - 渡辺いっけい
- 正田 - 政岡泰志
- 長島 - 大塚ヒロタ

その他
- 外川貴博
- 成松修
- 福田優
- 中野剛
- 嶋崎伸夫
- 弘原竹雪
- 井手規愛

#### スタッフ（ふたたび）
- 原作 - 芦辺拓『金田一耕助VS明智小五郎ふたたび』（角川文庫）
- 脚本 - 池上純哉
- 音楽 - 井筒昭雄
- 演出 - 澤田鎌作
- 脚本協力 - 正岡謙一郎
- 脚本協力・キャラクター協力 - 平井隆太郎、横溝亮一
- 演出補 - 片島章三
- 記録 - 古谷まどか
- アクションコーディネーター - 新堀和男
- スタント - 菊地雄人、金子起也
- 操演 - 横井ユタカ、平田俊昭
- 特殊メイク・造型 - 石野大雅
- 撮影協力 - 西日本工業倶楽部、北九州市、赤村役場、平成筑豊鉄道、北九州フィルム・コミッション、アンサンブル北九州、ワープステーション江戸、大場商店、門司赤煉瓦倶楽部、北九州市門司麦酒館
- プロデュース - 牧野正 / 椿宜和、涌田秀幸（角川大映スタジオ）
- プロデュース補 - 田村奨、鶴岡咲子
- 制作協力 - 角川大映スタジオ
- 制作著作 - フジテレビ